# Carnegie (Pensilvania)
Carnegie es un borough ubicado en el condado de Allegheny en el estado estadounidense de Pensilvania. En el año 2000 tenía una población de 8389 habitantes y una densidad poblacional de 1960.1 personas por km².

## Geografía
Carnegie se encuentra ubicado en las coordenadas 40°24′25″N 80°05′12″O / 40.40694, -80.08667.

## Demografía
Según la Oficina del Censo en 2000 los ingresos medios por hogar en la localidad eran de $32 589 y los ingresos medios por familia eran $41 371. Los hombres tenían unos ingresos medios de $30 792 frente a los $26 239 para las mujeres. La renta per cápita para la localidad era de $21 119. Alrededor del 11.5% de la población estaba por debajo del umbral de pobreza.